# Jud Larson
Clarence Walter (Jud) Larson fou un pilot estatunidenc de curses automobilístiques nascut el 21 de gener del 1923 a Grand Prairie, Texas.
Larson va córrer a la Champ Car a les temporades 1956-1959 i 1964-1965 incloent-hi la cursa de les 500 milles d'Indianapolis dels anys 1958 i 1959.
Jud Larson va morir a Reading, Pennsilvània l'11 de juny del 1966.

## Resultats a la Indy 500
| Any    | Cotxe  | Sortida | Vel. mitja | Ranking | Final  | Voltes | V. líder | Retirat   |
| ------ | ------ | ------- | ---------- | ------- | ------ | ------ | -------- | --------- |
| 1958   | 44     | 19      | 143.512    | 11      | 8      | 200    | 0        | Va acabar |
| 1959   | 7      | 19      | 142.298    | 23      | 29     | 45     | 0        | Accident  |
| Totals | Totals | Totals  | Totals     | Totals  | Totals | 245    | 0        |           |

| Curses       | 2 |
| Poles        | 0 |
| Voltes líder | 0 |
| Victòries    | 0 |
| Top 5        | 0 |
| Top 10       | 1 |
| Retirades    | 1 |

## A la F1
El Gran Premi d'Indianapolis 500 va formar part del calendari del campionat del món de la Fórmula 1 entre les temporades 1950 a la 1960.
Els pilots que competien a la Indy durant aquests anys també eren comptabilitats pel campionat de la F1.
Jud Larson va participar en 2 curses de F1, debutant al Gran Premi d'Indianapolis 500 del 1958.

### Palmarès a la F1
- Participacions: 2
- Poles: 0
- Voltes Ràpides: 0
- Victòries: 0
- Pòdiums: 0
- Punts vàlids per la F1: 0